# Zsuzsa Jánosiová
Zsuzsa Jánosiová provdaná Zsuzsa Némethová (* 19. ledna 1963 Budapešť, Maďarsko) je bývalá maďarská sportovní šermířka, která se specializovala na šerm fleretem. Maďarsko reprezentovala v osmdesátých a devadesátých letech. Na olympijských hrách startovala v roce 1988, 1992 a 1996 v soutěži jednotlivkyň a družstev. V roce 1984 přišla o účast na olympijských hrách kvůli bojkotu. V roce 1991 získala titul mistryně Evropy v soutěži jednotlivkyň. S maďarským družstvem fleretistek vybojovala na olympijských hrách 1988 bronzovou olympijskou medaili a v roce 1987 vybojovala s družstvem titul mistryň světa a v roce 1991 titul mistryň Evropy.